# 馬里納鎮區 (堪薩斯州霍治曼縣)
馬里納鎮區（英語：Marena Township）是位於美國堪薩斯州霍治曼縣的一個行政鎮區。

## 地方資料
馬里納鎮區的面積為373.33平方千米，當中陸地面積為373.13平方千米，而水域面積為0.20平方千米。根據2010年美國人口普查的數據，當地共有人口389人，而人口密度為每平方千米1.04人。

## 外部連結
- US-Counties.com
- City-Data.com （页面存档备份，存于）